# Étienne-Bernard Malye
Étienne Bernard Malye, né à Clermont-Ferrand le 27 août 1758 et mort le 22 mars 1821 à Clermont-Ferrand, est un général français de la Révolution et de l’Empire.

## Biographie
Fils de Pierre Malye, notaire royal, et de Marie Martin, il s'engage comme simple soldat dans l'Armée royale à seize ans et demi. Le 1er mai 1775, il rejoint le régiment de Beaujolais (qui deviendra le 74e régiment d'infanterie de ligne) et quatre ans plus tard, embarque à bord du vaisseau le « Saint-Esprit » qui fait partie de la flotte emmenant les soldats français allant combattre en Amérique. Avec les quatre cents hommes de son régiment, il est affecté à la garde des mouillages et des navires. Il est blessé à trois reprises et ne revient en France qu'une fois la paix signée en 1783. Sa carrière continue paisiblement : il est nommé sergent en 1784, mais la Révolution va bouleverser sa vie. 
En 1792, la première coalition alliée attaque la France. Alors à l'armée du Nord sous les ordres de Dumouriez, il participe à la bataille de Valmy et au siège de Mayence, est nommé chef de bataillon, puis rejoint l'armée de la Moselle commandée par le général Custine et enfin celle des Ardennes sous Jourdan. Il est alors promu général de brigade le 25 septembre 1793.
« Buonaparte, général en chef de l'armée de l'intérieur, atteste que le général Malye a servi avec le plus grand zèle, qu'il s'est distingué au 13 Vendémiaire par son courage et son patriotisme ». Celui-ci a dû prendre une part active à la répression de l'insurrection royaliste du 13 vendémiaire à Paris, action qui sera le point de départ de la carrière du futur empereur. Entre-temps, le général a épousé, à Bitche, place forte de la Moselle, Marie-Thérèse Knoepfler, dont il aura sept enfants. Quatre survivront, trois filles (Marie Françoise Caroline, Marie Rose, Marguerite Henriette) et un garçon (Antoine Emile).
Il participe ensuite à la première campagne d'Italie sous les ordres de Bernadotte, est blessé d'un coup de sabre à la main, passe à l'armée du Rhin et revient en 1800 à l'armée d'Italie. Il combat à Montebello et Marengo puis, une fois la paix revenue, fait partie de l'état-major de l'armée. Le 14 juin 1804, il est nommé commandeur de la Légion d'honneur, à la création de l'Ordre. Sa carrière devient plus administrative puisqu'il commande tour à tour les divisions militaires des départements du Vaucluse et de l'Ardèche. 
En 1808, il est mis à la retraite malgré ses nombreuses lettres de protestation, dont celle-ci, magnifique, adressée à Napoléon « Sire, j'ai cinquante ans passés ; deux tiers de ma vie ont été consacrés à l'état militaire et le bonheur de servir votre majesté ne devait finir qu'avec ma vie. Mais d'obscurs intrigants sont parvenus à me faire admettre à la solde de retraite ; le mal qu'ils m'ont fait m'est d'autant plus sensible qu'en détruisant ma félicité particulière, ils ont eu l'art de me contraindre à une satisfaction ; je jouis du traitement que m'assuraient mes longs services et que votre magnanimité accorde aux braves. Je pourrais donc sans redouter la censure, me livrer aux douceurs de la vie civile, mais, Sire, sous un monarque tel que vous, le guerrier valide qui n'est point admis à la gloire de mourir l'arme à la main est noté d'infamie ! ».
Sa vie est endeuillée par la mort de sa femme en 1815. Il meurt six ans plus tard, quelques semaines avant l'Empereur, le 22 mars 1821. Il n'a pas fait fortune. Sur la demande de pension pour ses deux orphelins encore mineurs, on peut lire : « Les époux Malye n'ont laissé aucune propriété foncière. Le mobilier ne consiste que dans le plus strict nécessaire (…) Ces malheureux enfants sont dans une triste position ».